# سايمور جونز
سايمور جونز (بالإنجليزية: Seymour Jones)‏ هو محامي أمريكي، ولد في 19 أكتوبر 1862 في سبرينغفيلد في الولايات المتحدة، وتوفي في 13 مارس 1951 في سايلم في الولايات المتحدة.